# Петър Погончев
Петър Вангелов Погончев е български военен и революционер, деец на Върховния македоно-одрински комитет, по-късно войвода на Вътрешната македоно-одринска революционна организация.

## Биография
Погончев е роден в 1875 година в голямото българско костурското село Загоричани, днес Василиада, Гърция. Завършва IV клас в гимназия в София и влиза в Българската армия. Присъединява се към Върховния комитет. В 1900 година се връща в Загоричани. През септември 1902 година посреща и подпомага пристигналия в Костурско върховистки отряд на съселянина му полковник Анастас Янков.
По-късно се присъединява към ВМОРО и взима активно участие в Илинденско-Преображенското въстание като войвода на загорицката чета. Участва в превземането на Клисура и това на Невеска.
При опит да мине гръцко-турската граница в 1904 година на път за Битолско е заловен от османските власти. В османските документи пише Петре Богорчев, българин, православен, „хванат как я преминава султанската граница, идвайки от България в Гърция с цел да го наруши порядъкът“, обвинен от Костурския следствен отдел, лежал в Костурския затвор, амнистиран с общата амнистия от 12 април 1904 година.
През пролетта на 1907 година отново се захваща с революционна дейност. Загива в 1908 година в сражение с гръцки андарти при Горничево или в последното сражение преди Хуриета с турци при Емборе.
Георги Константинов Бистрицки пише за него:
| „ | Петър Погончев от село Загоричани, с непълно средно образование, виден деец - пламенен патриот, падна геройски в последното сражение с турците (преди хуриета) в с. Емборе и тури край на непоносими мъки и страдания от тежка и неизлечима болест. | “ |